# Pico Barbeau
El Pico Barbeau (Barbeau Peak en inglés) es una montaña en Qikiqtaaluk, Nunavut, Canadá. Situado en la isla de Ellesmere en el Parque nacional Quttinirpaaq, es la montaña más alta de Nunavut y el Ártico canadiense. La montaña fue nombrada en 1969 por Marius Barbeau (1883-1969), un antropólogo canadiense cuya investigación sobre las culturas indígenas americanas e inuit le ganó el reconocimiento internacional.
El Pico Barbeau se caracteriza por las profundas grietas, crestas alargadas y el clima muy variable y ventoso.
El Pico Barbeau es la montaña más alta dentro de la cordillera del Imperio Británico, así como de la cordillera del Ártico.
Fue escalado por primera vez el 7 de junio de 1967 por el geólogo-glaciólogo británico Geoffrey Hattersley-Smith como parte de un conjunto de expediciones de campo de la Fuerza Aérea. Dio nombre al pico y se determinó su altura.